# Voglje, Velikovec
Voglje (nemško Winklern) je naselje v Občini Velikovec v Okraju Velikovec na Koroškem v Avstriji.